# Барышев, Андрей Викторович
Андрей Викторович Ба́рышев (р. 1966) — российский предприниматель и политический деятель, депутат Государственной думы VII созыва 5 октября с 2016 года, беспартийный, член комитета Госдумы по контролю и Регламенту. Ранее избирался депутатом городской думы Челябинска и Законодательного собрания Челябинской области.

## Биография
Родился 2 февраля 1966 года в Челябинске в семье потомственных металлургов.
В 1986 году поступил в Челябинский государственный институт физической культуры, который окончил в 1991 году; в годы учёбы работал водителем автобазы № 1 Металлургического района Челябинска.
В 2000 — 2009 годах — депутат Челябинской городской думы, в 2001—2004 годах был заместителем председателя.
В 2004 году окончил Челябинский институт Уральской академии госслужбы.
В 2010 — 2013 годах — депутат Законодательного собрания Челябинской области.
В ноябре 2013 года из-за систематической критики губернатора Михаила Юревича был исключен из «Единой России», но через год восстановлен в партии.
В 2014 избран депутатом Челябинской городской думы.
В мае 2016 года выставил свою кандидатуру на предварительное голосование «Единой России». 18 сентября 2016 года избран депутатом Госдумы, вошёл в комитет по регламенту и организации работы Государственной думы; одновременно отказался от мандата в городской думе.
Не женат.

## Законотворческая деятельность
В 2016 — 2019 годах в течение исполнения полномочий депутата Государственной Думы VII созыва, выступил соавтором 20 законодательных инициатив и поправок к проектам федеральных законов.

## Предпринимательская деятельность
Владеет рядом деловых активов в Челябинске, среди таковых указываются телеканал СТС-Челябинск, автовокзал «Северные ворота», ресторан «Венеция», ООО «Ремжилзаказчик» Металлургического района, торговые площади на повороте ЧМЗ, банно-оздоровительный комплекс «Металлург», строительная компания «Домостроитель МК», также владеет рядом объектов недвижимости в Металлургическом районе; считается оппонентом челябинского экс-губернатора и основателя макаронной фирмы «Макфа» Михаила Юревича.
В 2012 и 2016 годах признавался одним из ста богатейших жителей города.